# Llau de la Coma de l'Olla
La llau de la Coma de l'Olla és una llau del terme de Conca de Dalt, al Pallars Jussà, dins de l'antic terme d'Hortoneda de la Conca, en terres del poble d'Hortoneda a prop del de Pessonada.
Es forma a 1.279 metres d'altitud a l'extrem sud-occidental de l'Obaga de la Coma de l'Olla, des d'on davalla cap al nord-est passant per sota i al sud-est de les Costes de Cantellet, on s'aboca en el barranc de la Coma de l'Olla.